# Michael Josselson
Michael Josselson, né le 2 mars 1908 à Tartu (Estonie) et mort le 7 janvier 1978 à Genève (Suisse), est un agent de la CIA.

## Biographie
Michael Josselson naît en Estonie dans une famille juive. Fortement opposée aux bolcheviques, sa famille déménage en Allemagne après la révolution russe de 1917.
Josselson étudie à l'Université de Berlin. Après avoir obtenu son diplôme, il travaille pour les magasins Gimbels devenant le représentant de la firme à Paris. Lorsque Hitler parvient au pouvoir, Josselson quitte l'Allemagne et émigre aux États-Unis en 1937 avec sa femme française. Il continue à travailler à New York pour la firme Gimbels en tant que manager des succursales européennes.
Michael Josselson rejoint l'armée américaine au cours de la Seconde Guerre mondiale. Comme il pouvait parler quatre langues sans le moindre accent, il est placé dans le service de renseignements. Il est envoyé à Berlin avec une équipe chargée de mener les interrogatoires des prisonniers de guerre allemands avec le but de trier entre les nazis convaincus et ceux qui ne l'étaient pas.
Dans le cadre de la guerre froide, Michael Josselson est chargé par la CIA de la création en 1950 du Congrès pour la liberté de la culture. Josselson recrute d'anciens intellectuels communistes (André Malraux, Denis de Rougemont, Arthur Koestler, Franz Borkenau, André Gide, Raymond Aron, Bertrand Russell, Michael Polanyi, etc.) pour mener une kabbale idéologique en Europe contre l'influence des idées marxistes, au nom de la liberté d’expression. Le livre de Frances Stonor Saunders, Qui mène la danse ? La CIA et la guerre froide culturelle (Denoël, 2003) explique en détail le rôle de Michael Josselson dans cette opération de contre-propagande.
En 1966, le New York Times, révèle que le Congrès pour la liberté de la culture reçoit un financement de la CIA. En 1967, les magazines Ramparts et Saturday Evening Post enquêtent sur le financement par la CIA d'un certain nombre d'associations culturelles anticommunistes. Ces reportages furent crédités par une déclaration d'un ancien directeur d'opérations secrètes à la CIA admettant le financement par la CIA et les opérations du Congrès. Cette révélation provoque un grand scandale et de nombreux départs d'intellectuels du Congrès pour la liberté.
À la fin de sa vie, Michael Josselson se consacre à l'écriture d'une biographie du général Michel Barclay de Tolly, Le Général Hiver, qui sera publiée de manière posthume en 1980.

## Bibliographie

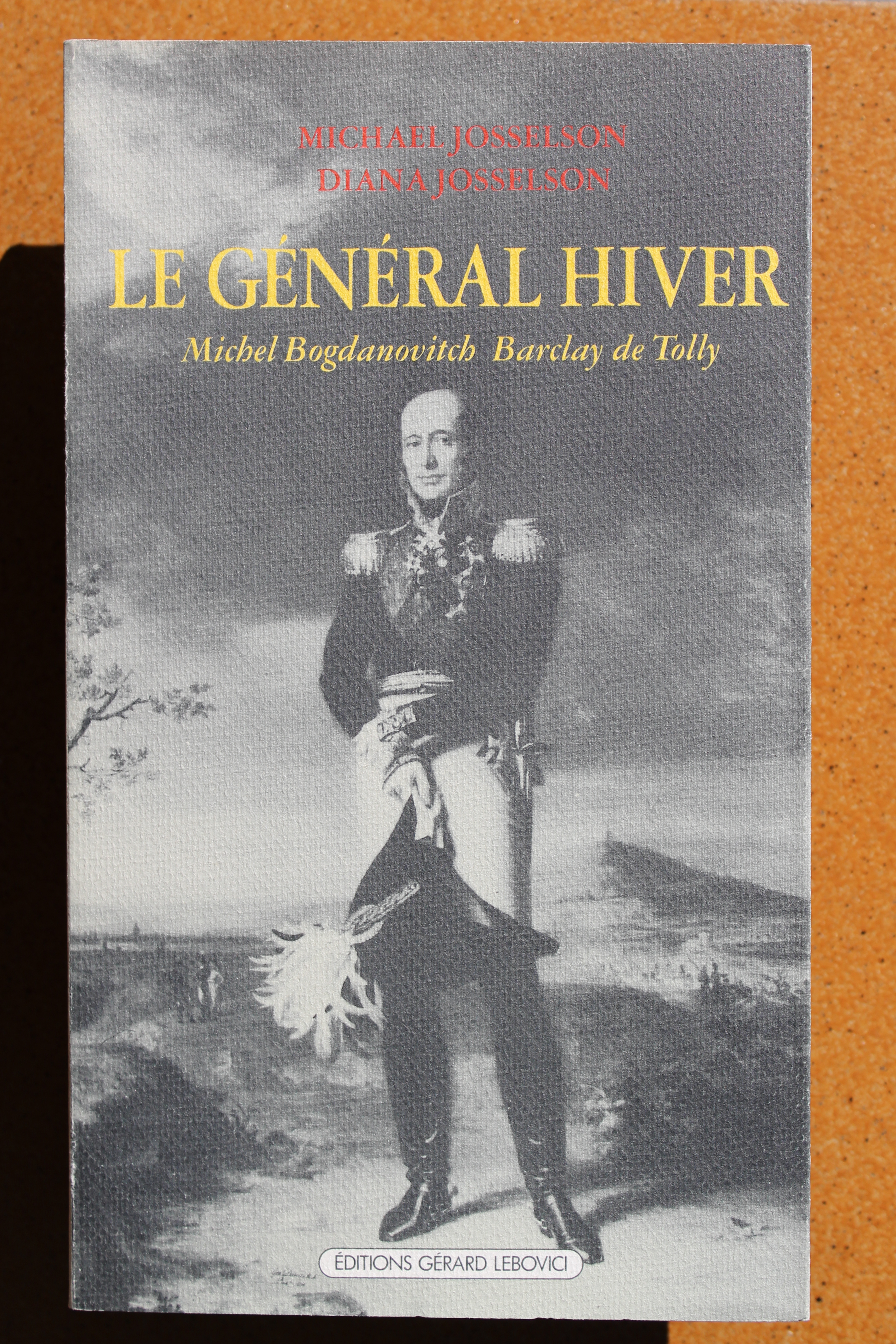
Le Général Hiver de Michael et Diana Josselson.